# Olav Juul Gaarn Larsen
Olav Juul Gaarn Larsen (født 21. juli 1945) var 2003 til 2009 borgmester i Læsø Kommune på øen Læsø beliggende i Kattegat. Han er opstillet for partiet Venstre og ved kommunalvalget i 2005, modtog han øens højeste antal af personlige stemmer, nemlig 181. 2013 var antallet af personlige stemmer nede på 54, så han var sidstplaceret blandt de ni valgte byrådsmedlemmer.